# Pascual de Andagoya
Pascual de Andagoya (1495–1548) var en spansk conquistador. Han var född i byn Andagoya, i dalen Cuartango, (Álava), i Spanien. 
Som det ofta hände vid denna tid, begav sig Andagoya av som upptäcktsresande till Nya världen vid en väldigt ung ålder, 19 år, 11 april, 1514, under befäl av Pedro Arias de Ávila. Expeditionen satte iväg med en truppstyrka av mer än 2 000 man på 22 skepp, med målet att kolonisera Centralamerika. 
Andagoyas karriär började i Panama, vars huvudstad han grundade 1519 med 400 bosättare. Senare flyttade han söderut till den Colombianska kusten, tills han nådde San Juan, där han tog tjänst som guvernör. Det var då han fick höra om existensen av Inkariket, i det avlägsna landet "Birú", eller "Pirú". År 1522 försökte han sig på en erövring, men det slutade med ett misslyckande. 
Med sin hälsa försämrad, återvände han till Panama och berättade om sina upptäckter, i synnerhet om existensen av ett land med enorma rikedomar av guld och silver, nämligen, Peru. 1524 satte Francisco Pizarro, i samarbete med soldaten Diego de Almagro och prästen Hernando de Luque, upp en expedition. 
Andagoya belönades 1539 av Carlos I med posten som representant för indianerna, vilken han utövade med brutal nit. 1540 utropade han sig som guvernör av Popayán, vilken post han innehade till 1542, när den legitime guvernören Sebastián de Belalcázar pressade honom att avgå. Andagoya dog i Cusco 18 juli, 1548.